# Thomas Horn
Thomas Horn (San Francisco, California, 14 de diciembre de 1997) es un actor estadounidense. Ganador del premio de la Broadcast Film Critics Association por su interpretación de Oskar Schell en Extremely Loud and Incredibly Close (2011), adaptación cinematográfica de la novela de Jonathan Safran Foer de mismo título y publicada en 2005.

## Biografía
Thomas Horn nació en San Francisco, Estados Unidos, en 1997. Hijo de Biljana, oncóloga, y Erih Horn, Oftalmólogo. Su madre es de origen croata. Horn habla con fluidez en idioma croata y estudió español y chino mandarín durante dos años. En 2010 ganó el concurso de televisión Jeopardy! obteniendo $31.800 dólares de premio. Posteriormente el productor Scott Rudin, productor de Extremely Loud and Incredibly Close, quedó impresionado con su participación en el concurso, ofreciéndole el papel protagonista en dicha película.

### Carrera
Finalmente Horn protagonizó el film, de cuyo reparto también formaban parte Tom Hanks, Sandra Bullock y Max von Sydow, entre otros. Ganó en la Phoenix Film Critics Association en las categorías de «mejor actor revelación» y «mejor actor joven»; además recibió el premio de la Broadcast Film Critics Association como «mejor actor joven». En su discurso de agradecimiento mencionó que "es realmente increíble trabajar con ellos (Hanks y Bullock), he aprendido mucho de ellos. (...) Son geniales. Ha sido una bendición. Los quiero. Soy muy afortunado. (...)".
Participó en 2013 en la comedia familiar Space Warriors, dirigida por Sean McNamara. También en este mismo año intervino junto a Kris Kristofferson en el drama Joe's Mountain, dirigido y escrito por Chuck Rose. Su debut como actor fue el 2011.

## Filmografía
| Año  | Película                            |
| ---- | ----------------------------------- |
| 2011 | Extremely Loud and Incredibly Close |
| 2013 | Space Warriors                      |
| 2013 | Joe's Mountain                      |